# العشب يغني (رواية)
العشب يغني رواية للكاتبة البريطانية الحائزة على جائزة نوبل في الآداب، دوريس ليسينغ، التي نُشرت عام 1950، وهي عمل روائي نشر لأول مرة عن دار نشر مايكل جوزيف في المملكة المتحدة وتوماس واي كراويل في الولايات المتحدة.
تدور أحداث الرواية في روديسيا الجنوبية (التي تُعرف اليوم باسم زيمبابوي) بجنوب إفريقيا خلال أربعينيات القرن العشرين، وتتناول قضايا السياسة العنصرية بين البيض والسود في تلك البلاد التي كانت آنذاك مستعمرة بريطانية.
تسرد الرواية قصة امرأة غير ناضجة عاطفيًا تتزوج على عجل من مزارع فاشل، مما يؤدي إلى تدهورها النفسي ثم مقتلها، وردود فعل المجتمع البريطاني الاستعماري إزاء الحادث. وقد أحدثت الرواية ضجة كبيرة عند صدورها، وحققت نجاحًا فوريًا في أوروبا والولايات المتحدة. وفي عام 1981، أُنتج فيلم سويدي بعنوان Gräset Sjunger (العشب يغني) مقتبس عن الرواية، وتم تصويره باللغة الإنجليزية.

## الحبكة
تبدأ رواية العشب يغني بمقتطف من صحيفة يروي خبر مقتل ماري تيرنر، وهي امرأة بيضاء قُتلت على يد خادمها الأسود موسى. وتشكل سيرة حياة ماري الجزء الأكبر من الرواية.
بعد طفولة بائسة وخالية من الحب، تعيش ماري حياة هادئة كموظفة مكتبية في إحدى مدن روديسيا. إلا أن حياتها تنقلب عندما تسمع صدفة زميلاتها يتهكمن عليها، ويصفنها بأنها غير ناضجة جنسيًا. في أعقاب ذلك، تقرر الزواج، وعندما يعرض ديك تيرنر عليها الزواج، تقبل رغم أنها التقت به مرتين فقط. كان ديك بدوره يسعى للزواج بسرعة، مدفوعًا بوحدته وبؤسه في مزرعة بالكاد تؤمّن له لقمة العيش، ويقيم في بيت صغير كئيب.
منذ البداية، كانت علاقتهما باردة ومتباعدة، لكن الخوف من الوحدة وقلة المال يمنعهما من الانفصال، باستثناء محاولة هروب قصيرة قامت بها ماري. ومع انخراطها في شؤون المزرعة، تكتشف أن فشلها لا يعود إلى سوء الحظ كما يدّعي ديك، بل إلى عدم كفاءته، ما يزيد من نفورها منه. وبالرغم من محاولات الجيران البيض إقامة علاقات اجتماعية معها، فإن ماري ترفضهم خجلًا من فقرها.
تتباين حياة الزوجين العقيمة مع جمال الطبيعة القاسي المحيط بهما، والذي لا يكترثان له. أما العمّال السود الذين يشغّلهم ديك في المزرعة فيمثلون مصدر توتر إضافي. فالسود لم يكونوا جزءًا من عالم ماري، وهي تعاملهم باحتقار وجفاء شديدين. ويصعب على الزوجين الاحتفاظ بخادم دائم، إلى أن يقرر ديك تعيين أفضل عامل لديه، موسى، للعمل في البيت. لكنه لا يعلم أن الندبة على وجه موسى سببها ضربة بالسوط من ماري، التي غضبت من "وقاحته" كما اعتبرتها.
ومع تدهور أوضاع المزرعة، يدخل الثلاثة – ماري وديك وموسى – في دوامة متشابكة من القرب، واليأس، والموت في نهاية المطاف.

## روابط خارجية
- العشب يغني (رواية) على موقع الموسوعة البريطانية (الإنجليزية)